# 郭策勳
郭策勳（1856年—1923年），譜名厚忠，字盡臣，號靜存。四川雲陽人，由雲騎尉世襲，報捐湖北候補知縣。厯任發審局、賬捐局、清丈局等差，加捐三品銜。分發雲南即補道總辦、農工商務局督辦、新㠄百貨釐金、統捐局會辦、雲南全省團練處，並兼調查南北洋自治事宜。資政院議員，欽加二品銜，誥授榮祿大夫。清末政治人物。

## 生平
四川諮議局成立，時任雲南候補道的郭策勳當選爲議員，旋即当選資政院議員。